# Sant'Angelo (Santa Maria di Sala)
Sant'Angelo is een plaats (frazione) in de Italiaanse gemeente Santa Maria di Sala.